# Ordnungsprinzip

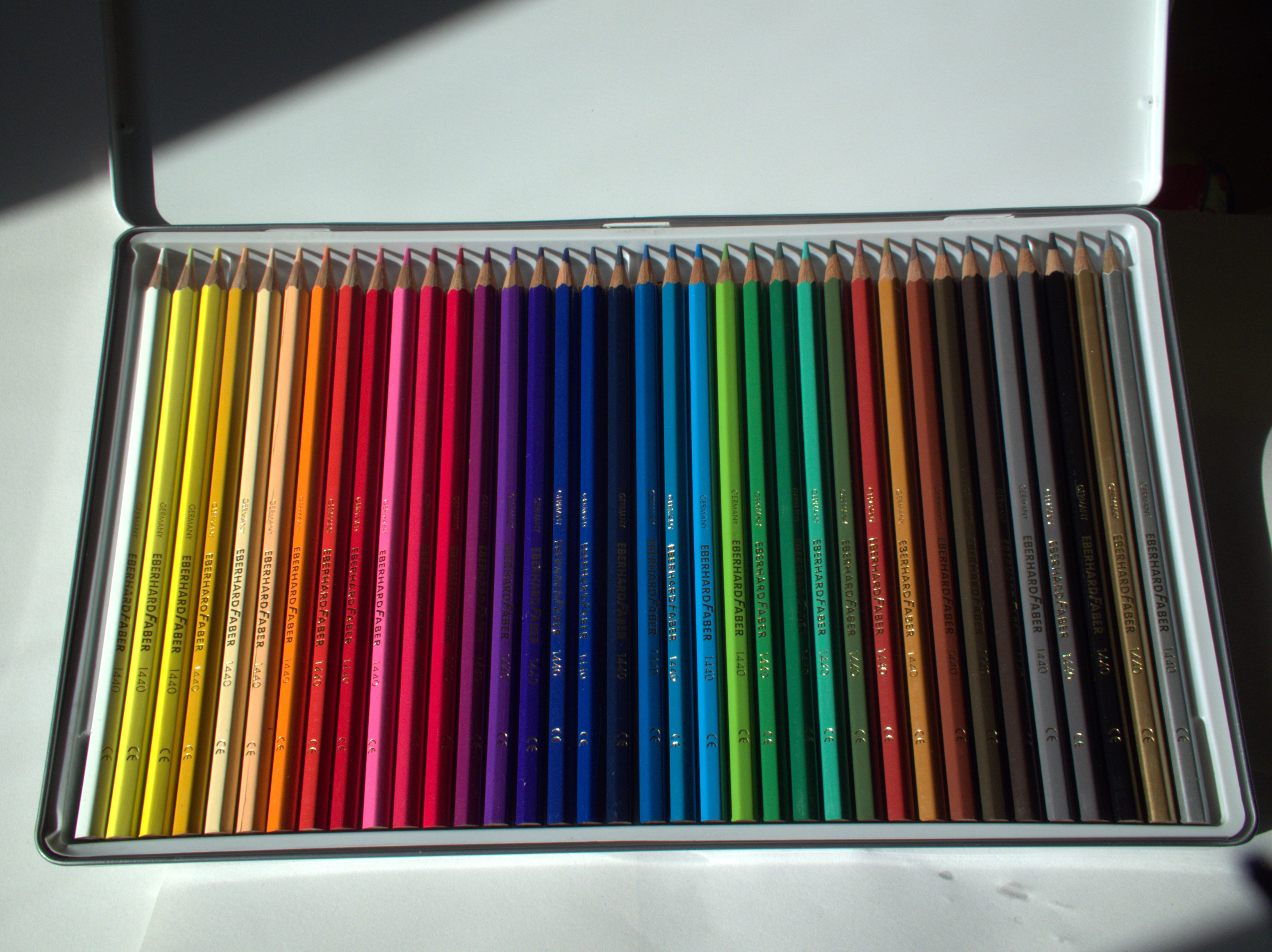
Ordnungsprinzip nach Farben bei Buntstiften: Die Stifte sind nach Ähnlichkeit und in Anlehnung an die Farben des Spektrums geordnet.

Das Ordnungsprinzip (Aufbauprinzip, Einteilungsmethode, Gliederungsprinzip, Klassifikationsschema, Ordnungsform, Systematik) benennt ein Prinzip, nach dem ein chaotischer, unüberschaubarer Bereich in eine einheitliche, systematische und übersichtliche Ordnung, in ein Ordnungssystem, gebracht wird. Die Ordnungsprinzipien können bestimmte Anordnungen, Freitextsuche, Klassifikationen (Einteilungen), Register, Sortierverfahren oder Strategien sein. Es gibt z. B. eine alphabetische, chronologische, geografische, hierarchische, nummerische Ordnung oder eine Ordnung nach Farben, gemeinsamen Eigenschaften, Größe, Piktogrammen, Stichwörtern, Symbolen und Themen. Ordnungsprinzipien entfalten ihre Wirksamkeit in sehr vielen, unterschiedlichen Kontexten.

## Zweck
Der Sinn und Zweck eines Ordnungsprinzips ist zum einen das Erkennen und Speichern, vor allem aber das Wiederfinden, das Recherchieren und die Nutzbarmachung von einzelnen Dokumenten, Elementen und Informationen.

## Beispiele
- In der Bibliothekswissenschaft findet sich die alphabetische Einteilung der Bücher nach Personen, Sachgebieten, Themen oder Ländern in einem Archivsystem.

- In der Biologie sind in der biologischen Systematik nach Carl von Linné mehrere Lebewesen nach gemeinsamen Merkmalen, z. B. in Familien, Arten und Unterarten zusammengefasst.

- In der Chemie sind im Periodensystem die Atome nach der Anzahl der Protonen geordnet.

- Das Erbrecht (Jura) legt die Reihenfolge der gesetzlichen Erben fest.[2]

- Ein Ordnungsprinzip in der Kosmologie ist z. B. ein Planetensystem, bei dem sich mindestens eine Sonne an einem zentralen Punkt befindet und alle Planeten sie umkreisen.

- In der Kunst beschreiben Flächenordnungsprinzipien (Formanordnung, Gestaltungsprinzip, Grundordnung, Kompositionsprinzip, strukturale Formung) eine mögliche Anordnung von mehreren, meist ähnlichen Elementen in Architektur, bildender Kunst, Design, Ornamentik, Schriftkunst und Städtebau. Beispiele für Flächenordnungsprinzipien sind Reihung, Rhythmus, Ballung, Streuung, Raster, Muster, Symmetrie und Asymmetrie.[3]

- In der Physik lassen sich z. B. Materialien in verschiedene Aggregatzustände einteilen: Festkörper, Flüssigkeiten, Gase und Plasma.

- Im Bereich der Soziologie dienen z. B. Gesetze, Normen, Richtlinien und Wertvorstellungen als Strukturierungsgrundlagen des menschlichen Handelns und Zusammenhalts in einer sozialen Einheit (Gruppe, Klan, Sippe, Gesellschaft, Staat).[4]

- Im Städtebau können Ordnungssysteme durch Epochen, Zeitgeist, örtliche Gegebenheiten oder abstrakte Zielvorstellungen beeinflusst sein und damit die Gestaltung von Siedlungen bestimmen.